# EP u softbolu za žene 1988.
6. EP u softbolu za žene  se održalo u Danskoj, u Hørsholmu, od 5. do 10. srpnja 1988.

## Konačna ljestvica
| Mj. | Država     |
| --- | ---------- |
| 1.  | Nizozemska |
| 2.  | Italija    |
| 3.  | Švedska    |
| 4.  | Belgija    |
| 5.  | Španjolska |
| 6.  | Finska     |
| 7.  | Danska     |
| 8.  | Francuska  |
| 9.  | Njemačka   |